# Artima Color DC SuperStar
Artima Color DC SuperStar est une ancienne collection pour la jeunesse éditée par les éditions Artima proposant des comics d'origine DC. Il y eut 13 séries différentes publiées de janvier 1979 à avril 1985 pour un total de 81 albums.

## Collections
1. Année Zéro (6 numéros)
2. Arak fils de la foudre (4 numéros)
3. Camelot 3000 (5 numéros)
4. Captain Carotte (2 numéros)
5. La Créature du Marais (3 numéros)
6. L'Escadron des étoiles (7 numéros)
7. Les Géants des Super-Héros (9 numéros)
8. Il est Minuit... (5 numéros)
9. Les Jeunes Titans (9 numéros)
10. Kamandi (7 numéros)
11. La Ligue de Justice (10 numéros)
12. Le Manoir des fantômes (8 numéros)
13. Warlord (6 numéros)